# Cerkev sv. Jožefa Delavca, Beograd
Cerkev Svetega Jožefa Delavca na Stari Karaburmi v Beogradu (srbsko Црква Светог Јосифа Радника у Београду) stoji v Beograjskem naselju Stara Karaburma; pripada Katoliški Cerkvi in je župnijska cerkev v dekaniji Beograd, župniji Svetega Jožefa Delavca ter je od ustanovitve dodeljena v upravljanje salezijanskemu redu; brez zapletov jo je prevzela nadškofija po smrti zadnjega župnika Cirila Zajca (2011), saj župnija Družbi ni bila inkardinirana.
Cerkev svetega Jožefa Delavca je rimskokatoliška cerkev, sedaj popolnoma pod upravo Beograjske nadškofije. Nahaja se na Stari Karaburmi na ulici Pribojska 23, Občina Palilula, Beograd. To je najmlajša katoliška župnija v Beogradu. Župnijo je ustanovil 1. januarja 1972 Beograjski nadškof Bukatko; poleg župnišča (stavba je od 1960) je dokončana cerkev 1991.

## Zgodovina

### Začetne težave
Namera za ustanovitev župnije in za gradnjo cerkve na Karaburmi se je pojavila že 1940, med Ujčičevim škofovanjem. Ne smemo pozabiti, da je njegov predhodnik Rodić dal ne samo pobudo, ampak tudi dočakal dokončanje ali vsaj dober del izgradnje večine katoliških cerkva na beograjskem območju: Svetega Antona Padovanskega na Rdečem križu, Svetega Cirila in Metoda na Čukarici, Svetega apostola Petra v Makedonski in  tako imenovane »Francoske cerkve« na Vračarju, ki pa je dosegla z dokončanjem manjše cerkve samo prvo fazo razvoja - med drugim tudi zaradi sicer neprimernega terena, ki ga je res temeljito pomagala za časa Hočevarja sanirati in primerno urediti tudi mestna oblast, da je obnovljena cerkev lahko postala nova stolnica. 
1942 so na Stari Karaburmi že kupili in pripravili primerno zemljišče in zbrali nekaj gradbenega materiala. Novo župnijo naj bi prevzeli lazaristi, vendar so se oni odločili že prej za Banovo Brdo. Druga svetovna vojna je preprečila gradnjo same cerkve in ustanovitev župnije; takoj po vojni pa je nova oblast tako zamisel popolnoma onemogočila: zbrani gradbeni material so zaplenili, zemljišče podržavili in na njem zgradili samopostrežno trgovino - a na vogalu ulice Sime Šolaja in Danila Ilića.
1964 je prevzel upravo beograjske nadškofije Gabrijel Bukatko, ki je za vsako ceno želel izpolniti željo svojega predhodnika. Ker je dobro poznal salezijance – saj jim je 1959 odstopil svojo dvonadstropno palačo v Križevcih za številni naraščaj -, je inšpektoratu v Ljubljani poslal prošnjo, naj na tem ozemlju ustanovijo novo župnijo. Večina mladih prebivalcev je pripadala delavskemu razredu in zato so za zavetnika nove župnije določili Svetega Jožefa Delavca, ki goduje 1. maja; takratni državni Praznik dela dela je kot dela prost dan prišel kot naročen za proščenje. 
Sveti Jožef je svetopisemska osebnost, pa ga slavijo tako pravoslavci kot katoličani. Vzhodna Cerkev ga imenuje Jožef Pravični (Josif Pravedni), katoliška pa Sveti Jožef, ženin Device Marije, pa tudi Sveti Jožef Delavec. Njegov praznik v Srbski pravoslavni Cerkvi praznujejo 31. decembra po julijanskem koledarju, katoličani pa ga praznujejo po gregorijanskem koledarju kar dvakrat: 19. marca in 1. maja. Šlo je za izredno bistroumno potezo papeža Pija XII. 1955, da bi približal Cerkev delavcem in obratno, a tudi odvzel monopol komunistom nad praznovanjem prvega maja kot praznika dela.

### Sveti Jožef Delavec – zavetnik beograjskih delavcev
1950 so začeli poleg Stare Karaburme graditi »Novo naselje«, ki se je v začetku delilo na posamezne paviljone; pozneje dobivajo nove ulice svoja lastna imena. V matičnih katoliških knjigah župnije Svetega Petra zasledimo ulico Patrisa Lumumba 1962, Marijane Gregoran 1964, Garsija Lorka in Dr. Đoke Jovanovića 1966, nato Mirijevski bulevar 1970 itd. Tako je polagoma nastalo na tem območju celo mesto z več kot 100.000 prebivalci, za katere je bilo treba priskrbeti novo župnijsko središče; računali so namreč, da je vsaj 3 % prebivavcev katoličanov, kakor je zapisal v Kroniko župnije Sv. Jožefa Delavca njen prvi kaplan Janez Jelen. Treba je pa takoj pripomniti, da je ta ocena bila optimistično pretirana in bi bilo veliko bolj realno, kot je sam pozneje prek obiskov družin z blagoslovom hiš uvidel, da tam morda le ni toliko katoličanov - morda kaka polovica sploh nima stikov s Cerkvijo. Zdi pa se, da njihov delež ne presega 1 % in je med njimi je največ Slovencev in Hrvatov, nekaj družin pa je albanskih Kosovarjev in Madžarov; kako polovico od tega pa tvorijo mešani zakoni. Tako je bil na primer tudi prvi zakristan in nekdanji šofer avtobusa Dragiša Živković po narodnosti Srb, ki je imel za ženo Hrvatico; podobno tudi Vratušev sorodnik Anton Forjan, ki je redno pri maši bral berilo – včasih tudi slovensko.
Glede cerkvenih ustanov pa ima Karaburma kaj burno zgodovino. Že šestdesetih let prejšnjega stoletja so pravoslavci hoteli zgraditi cerkev sredi novonastajajočega naselja "Nova Karaburma", vendar je "delavski razred" priredil velike demonstracije: "Nočemo cerkve, hočemo vrtec, hočemo kino!" in so tam res namesto cerkve zgradili "Kino Slavica", ki pa dandanes propada. Takrat pa je bil privlačen in je dosegel svoj cilj - da je preprečil graditev cerkve, za katero je bilo že kupljeno zemljišče. Zato se sliši skoraj neverjetno, da je katoličanom na mala vrata vendarle uspelo priti na "Rdečo" Karaburmo v tistih časih, ko se je o novih cerkvah ali mošejah moglo le sanjariti. Danes nekdanji popularni "Bioskop Slavica" kljub vsemu še vedno sameva in propada, saj se razen poceni obljub v zadnjem desetletju glede tega ni ničesar spremenilo kljub željam nekaterih navdušencev.
"Čudež" je pripisati pri ljudstvu izredno priljubljenim slovenskim nunam - usmiljenkam. Na stari Karaburmi, na ulici Sime Šolaja 39, je bila namreč kupljena manjša hiša in preurejena v prvo javno kapelo. Prva maša je bila tam 22. junija 1965; skrb za hišo sta prevzeli sestri Mehtilda in Matilda Šumah, ki pa sta nato preselili v spodnjo kapelo na Pribojski, a sta se sedemdesetih let iz neznanih razlogov vrnili v svojo matično skupnost na Višegradski 23.
Nekaj let kasneje, 7. septembra 1967, so namreč odprli novo kapelo na Pribojski 23, kjer je danes župnišče in cerkev. Kapelico v sicer prekrasni vili iz opeke in kamna s streho pokrito z dalmatinskim bobrovcem, ki jo je 1960 mesto zgradilo za filmskega igralca Živanovića – a da se vanjo ni nikoli vselil – je odprl za bogoslužje že omenjeni nadškof Bukatko. Za prvega župnika je bil imenovan takratni župnik pri Kristusu Kralju - slovenski salezijanec Habič, za katerega premestitev na novo mesto je med duhovščino krožila latinsko reklo: "promovetur quod amovetur", saj se je moral preseliti iz osrednje župnije - kjer ga je zamenjal škofijski duhovnik Anton Hočevar - na obrobje mesta, medtem ko je njegovega kaplana Jamnika zadržal škof za šoferja. 
Župnija je bila ustanovljena 1. januarja 1972 z nadškofijskim odlokom pod št. 421/31.XII.1971. Hišo je odkupil Salezijanski inšpektorat v Ljubljani, ki si je za to sposodil denar od Beograjske nadškofije in je dne 14. septembra 1972 nadškofiji sposojenih 70.000 din tudi vrnil; o tem obstaja tudi potrdilo z nadškofijskim žigom in nadškofovim podpisom v Župnijski kroniki na strani 6; možno pa je, da je bila celotna kupnina znatno večja. 
Stavba je podkletena vila, grajena iz lesa, kamna in opeke ter obdana z različnim drevjem, ki je bilo kupljeno v drevesnici v Jajincih; med njimi je redka "dišeča jelka", pa "himalajski bor" enakih lastnosti; češnja in nekaj drugih sadnih dreves pa je iz drevesnice "Anton Jelen" iz Šentilja pri Velenju. Vendar pa so se kmalu pokazale iste težave, kot jih je imela sosednja stavba kiparja Krstića, pa skoraj vse stavbe zgrajene na severnem pobočju hriba Zvezdarne: zemljišče skoraj povsod nevarno drsi v smeri proti Donavi. Reprezentančna stavba je namreč zgrajena na plazovju in tako rekoč brez temeljev in sčasoma so se začele kazati nevarne razpoke; morda jo je prav zato že kmalu po odkupu odprodal prvi lastnik - Indonezijsko veleposlaništvo - drugemu lastniku, od katerega so ga odkupili slovenski salezijanci. Prvi župnik, beograjski dekan in nadškofov konzultor Habič jo je že jeseni 1975 uspešno saniral z utrditvijo temeljev, podkletenjem in dodajanjem obronih pločnikov. Zahtevna dela je opravilo zasebno gradbeno podjetje Crnotravcev.
Njihov »gazda Stamenko« je s svojo skupino, ki je opravljala vsa različna in nujna dela, bil znan podjetnik pri več katoliških cerkvah. Radi so ga najemali, ker je bil odgovoren, zanesljiv ter natančen izvajalec, pa tudi ne predrag. Čeprav so spočetka sumili na podzemne vode, jih po temeljitih strokovnih preiskavah le niso zaznali. V istem času so morali iz istih razlogov popolnoma obnoviti tudi šolsko telovadnico na isti ulici, ki je tudi zaradi plazovja nevarno razpokala. 
Župnija je sčasoma dobila dovoljenje za dve začasni garaži, ki ju je dal zaradi strmega terena zgraditi na železobetonsko podlago in podkletiti; tako je 1986 nastala dvorana kot neke vrste kripta. 1989 je njegov naslednik, slovenski salezijanec Ciril Zajec, začel graditi novo cerkev nad dvorano, ki je prej služila nekaj časa kot kapela. Cerkev je končno dobila gradbeno dovoljenje 3. decembra 1990, a slovesno je bila odprta za žegnanje dne 1. maja 1991. Slovesno jo je blagoslovil takratni beograjski nadškof Franc Perko. Nekaj let pozneje pa je župnik Zajec, ki je poprej zgradil tudi novo cerkvico v Nikšiću, dal zgraditi zraven "Lepotice na Zeleni Karaburmi" še preprost zvonik z zvonom, ki vabi k sveti maši.

## Versko življenje
Cerkev sta zasnovala inženirja beograjska Slovenca in sorodnika Ivan ter njegov nečak Vlado Žnidaršič v dvoranskem preprostem slogu, da lahko čim bolj ustrezala svojemu namenu - da bi delovala kot prostor za petje, molitev in zbranost - ter da bi se verniki v njej dobro počutili. Cerkev Svetega Jožefa Delavca ni velika, ima pa tudi tabernakelj – Bukatkov dar iz nadškofijske kapele. Cel prezbiterij je poslikal črnogorski naivni slikar in je v njej ob navadnih nedeljah in praznikih zadosti prostora: za proščenje pa je ob lepem vremenu somaševanje na dvorišču pred cerkvijo, ki ga zapolnijo romarji s celotnega beograjskega območja. Vsekakor je cerkev privlačna in obdana vsa z zelenjem, da jo je njen graditelj »gospod Ciril« najraje imenoval ljubkovalno »Beograjska lepotica na Zeleni Karaburmi«. 
Veliko veselje je napravil vernikom prihod novega harmonija. Dolga leta sta prihajali na Karaburmo organistinja Olga Malbašič in glavna sestra Angela Zorko, zlasti potem, ko so s tovornjakom pripeljali harmonij v dobrem stanju iz Ravne Reke.
Vsako sredo tam potekajo pobožnosti v čast svetemu Jožefu z molitvijo njemu na čast »Sveti Jožef, oče sveti…« ("O Josipe, oče sveti..."), ki jo je zvesto molila tudi Anica, ki je z nekaj drugimi pobožnimi ženskami vsako jutro prihajala k maši v kapelico v hiši; njen brat je bil slavni salezijanski misijonar Cigan.
Večja slovesnost pa je potekala na samo žegnanje 1. maja, ko je cerkveno proščenje in dela prost dan; takrat prihajajo romarji v večjem številu iz celega Beograda in največkrat je maša kar na ploščadi pred cerkvijo. Izpred cerkve je pogled na Donavo in njeno mestno okolico.